# 西伯灵顿 (艾奥瓦州)
西伯靈頓（英語：West Burlington）是一個位於美國愛荷華州德梅因縣的城市。

## 地理
西伯靈頓的座標為40°49′13″N 91°09′52″W / 40.82028°N 91.16444°W，而該地的平均海拔高度為212米（即696英尺）。

## 人口
根據2010年美國人口普查的數據，西伯靈頓的面積為12.82平方千米，當中陸地面積為12.82平方千米，而水域面積為0.00平方千米。當地共有人口2968人，而人口密度為每平方千米231人。